# 叙阿尔斯
叙阿尔斯（法語：Suarce，法語發音：[sɥaʁs]）是法国勃艮第-弗朗什-孔泰大区贝尔福地区省的一个市镇，位于该省东部偏南，属于贝尔福区。

## 地理
叙阿尔斯（47°33'49"N, 7°4'53"E）面积11.81 平方千米，位于法国勃艮第-弗朗什-孔泰大區贝尔福地区省，该省份为法国东北部内陆省份，东临上莱茵省，北起孚日省，西接上索恩省，南与杜省和瑞士接壤。
与叙阿尔斯接壤的市镇（或旧市镇、城区）包括：阿尔特纳克、因德林根、沙瓦纳特、库特勒旺、弗洛里蒙、新勒皮。

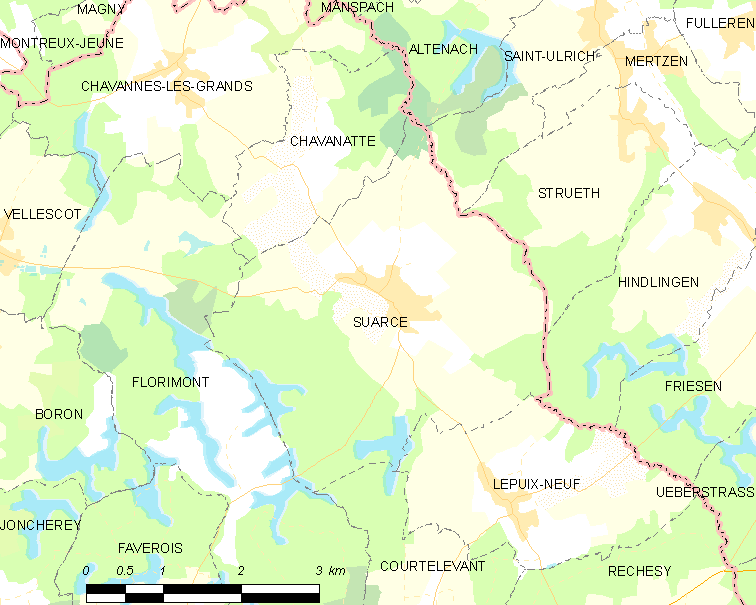
叙阿尔斯的OSM定位图

叙阿尔斯的时区为UTC+01:00、UTC+02:00（夏令时）。

## 行政
叙阿尔斯的邮政编码为90100，INSEE市镇编码为90095。

## 政治
叙阿尔斯所属的省级选区为格朗维拉尔县。

## 人口

1962-2008年间叙阿尔斯人口变化图示

叙阿尔斯于2022年1月1日时的人口数量为439人。